# Cocada de babaçu

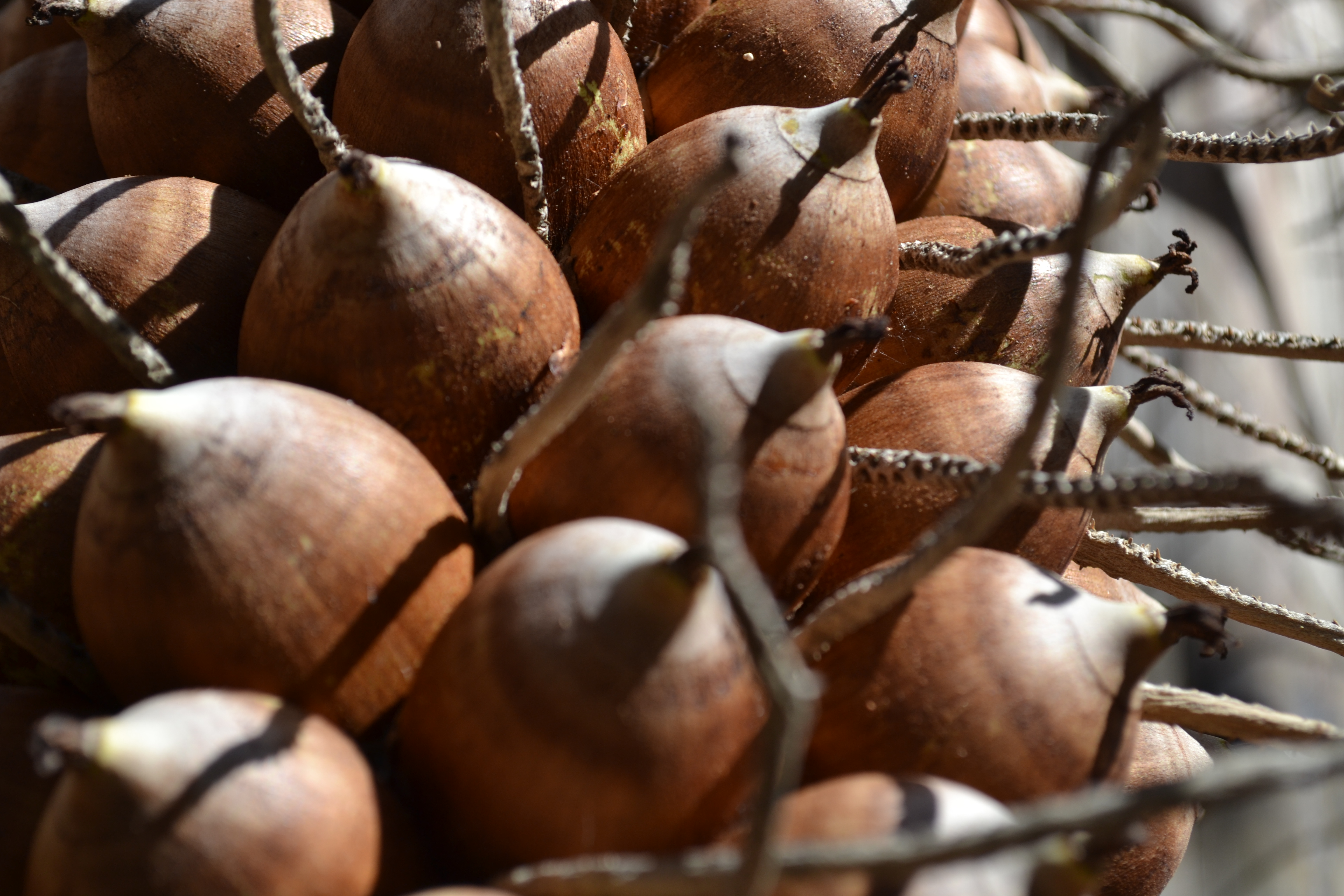
Cacho de babaçu

Cocada de babaçu, ou doce de babaçu é um doce típico da culinária brasileira, especialmente do das regiões Norte e Nordeste, feito a base de amêndoa de babaçu e açúcar, podendo conter também canela e leite condensado. Alternativamente, também pode ser usada a amêndoa prensada após a extração de óleo para a produção do doce.